# دبي لندن دبي (مسلسل)
دبي لندن دبي مسلسل إماراتي إنتج عام 2015 من إخراج جمعان الرويعي.

## قصة العمل
عمل درامي يتخذ من دبي ولندن مساحة لأحداثه، فيلامس الغربة بهمومها، محاكياً طموحات شباب موهوبين تدفعهم تطلعاتهم للسفر إلى الخارج، ليجدوا واقعاً صعباً بانتظارهم، يجبرهم على السير في دهاليز الحب وصراع العادات والتقاليد وجشع المصالح، فيعيشون أوجاع الغربة، وتتحول غربة المكان إلى غربة نفس وروح وأهل وحبيب ووطن 

## الممثلون
- عبد العزيز الجاسم
- زهرة الخرجي
- سلمى سالم
- رؤى الصبان
- سيف الغانم
- أحمد إيراج
- سعود الكعبي
- أحمد عبدالله
- ليلى المقبالي
- محمد العامري
- ملاك الخالدي
- مروان عبدالله
- نيفين ماضي
- ريم حمدان
- رانيا العلي
- عمر الجسمي
- أحمد عبدالرزاق
- منصور الفيلي
- عبد الله الجنيبي
- عبداللطيف الصحاف
- عبدالله الجفالي
- محمد غانم
- أحمد ناصر
- حمد الحمادي
- رينا بشور
- فؤاد القحطاني
- إيمان حسين
- عبد الله بن حيدر